# اردشیر ایرانی
خان بهادر اردشیر ایرانی (انگلیسی: Khan Bahadur Ardeshir Irani; زادهٔ ۵ دسامبر ۱۸۸۶ – درگذشتهٔ ۱۴ اکتبر ۱۹۶۹) که با نام اردشیر ایرانی شناخته می‌شود، نویسنده، کارگردان، تدوین‌کننده، هنرپیشه و سینماگر هندی در دوران آغازین سینمای هند بود.

## زندگی
خان بهادر اردشیر ایرانی به سال ۱۲۶۵ خورشیدی در خانواده ای زردشتی به دنیا آمد.
اردشیر ایرانی کارگردان نخستین فیلم ناطق هند به نام عالم‌آرا و نخستین فیلم رنگی ساخت هند (به نام کیسان کانیا) بود.
او همچنین در سال ۱۳۱۲ کارگردانی و تهیه‌کنندگی اولین فیلم ناطق ایرانی به نام دختر لر که فیلم‌نامه آن توسط عبدالحسین سپنتا نوشته شده بود را بر عهده داشت.
شهرت وی در ساخت فیلم‌هایی به زبان‌های هندی، فارسی، انگلیسی، آلمانی، اندونزیایی، اردو و تامیل بود.
اردشیر ایرانی کارآفرین موفقی بود که صاحب چندین سینما، بنگاه گرامافون و بنگاه خودروهای سواری بود.

## فیلم‌شناسی
- ۱۳۱۲ دختر لر (کارگردان، تهیه‌کننده)
- ۱۳۱۳ فردوسی (تهیه‌کننده)
- ۱۳۱۳ شیرین و فرهاد (تهیه‌کننده)